# Caerostris sexcuspidata
Caerostris sexcuspidata là một loài nhện trong họ Araneidae.
Loài này thuộc chi Caerostris. Caerostris sexcuspidata được Johan Christian Fabricius miêu tả năm 1793.

## Hình ảnh

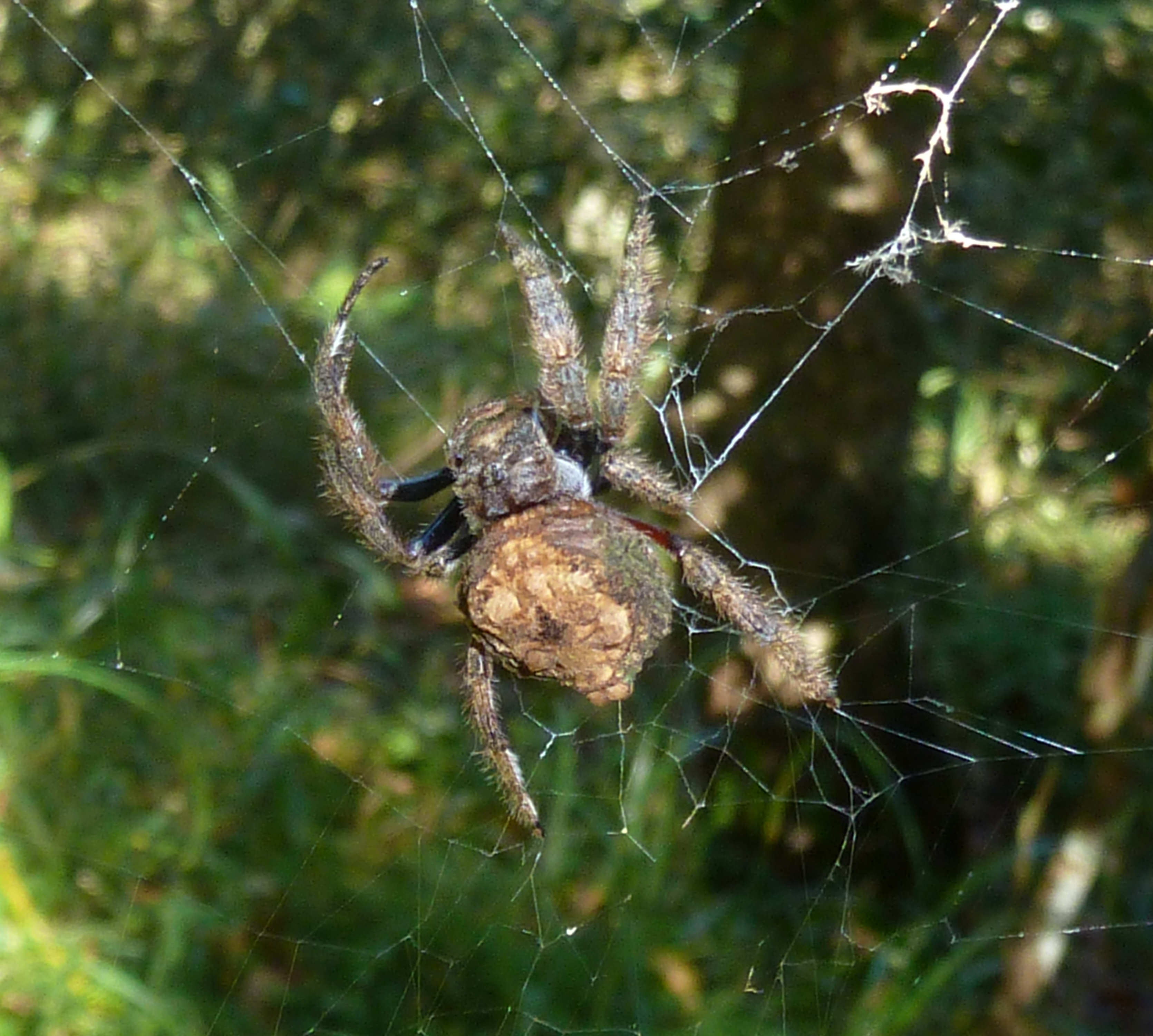
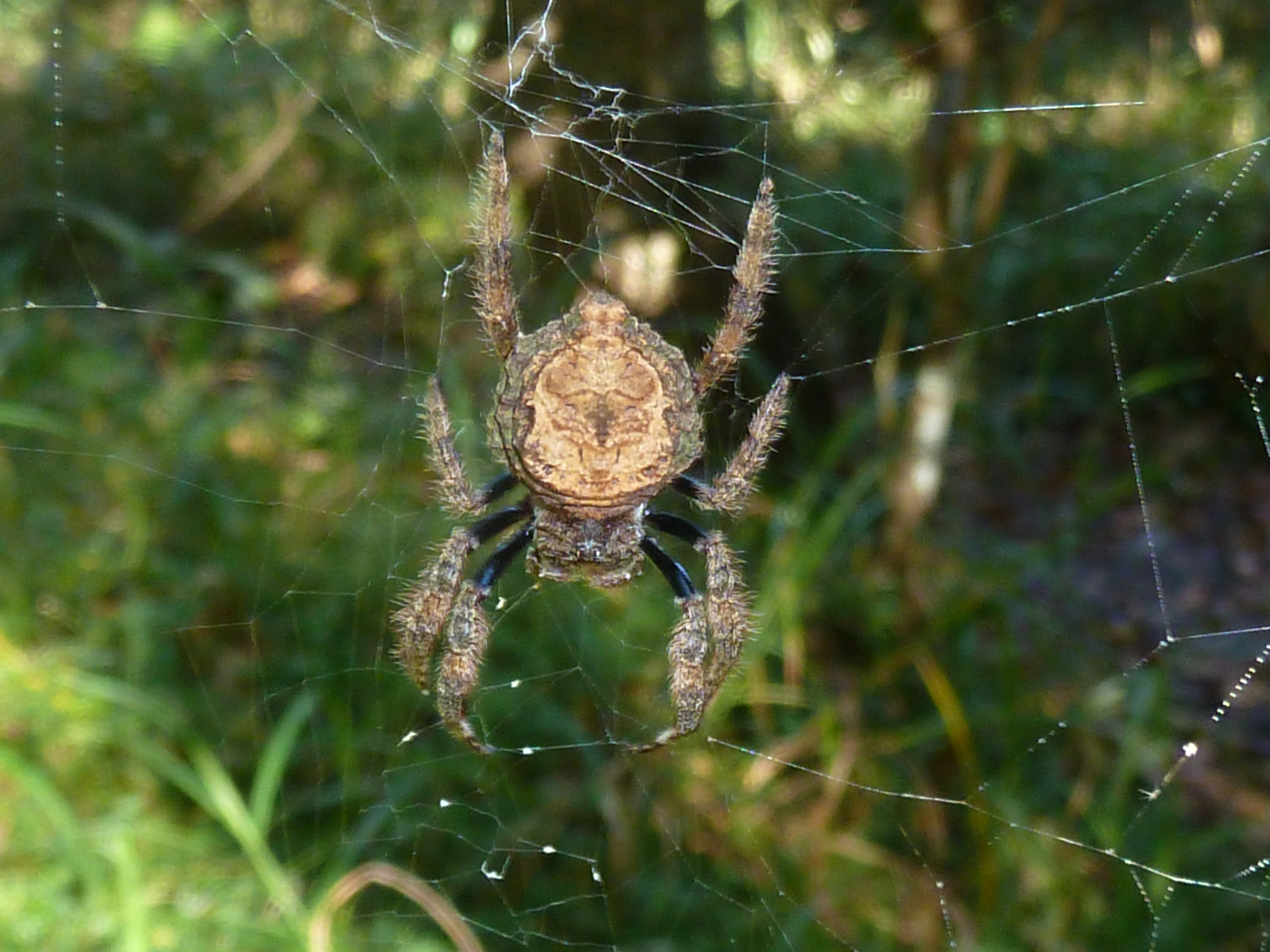
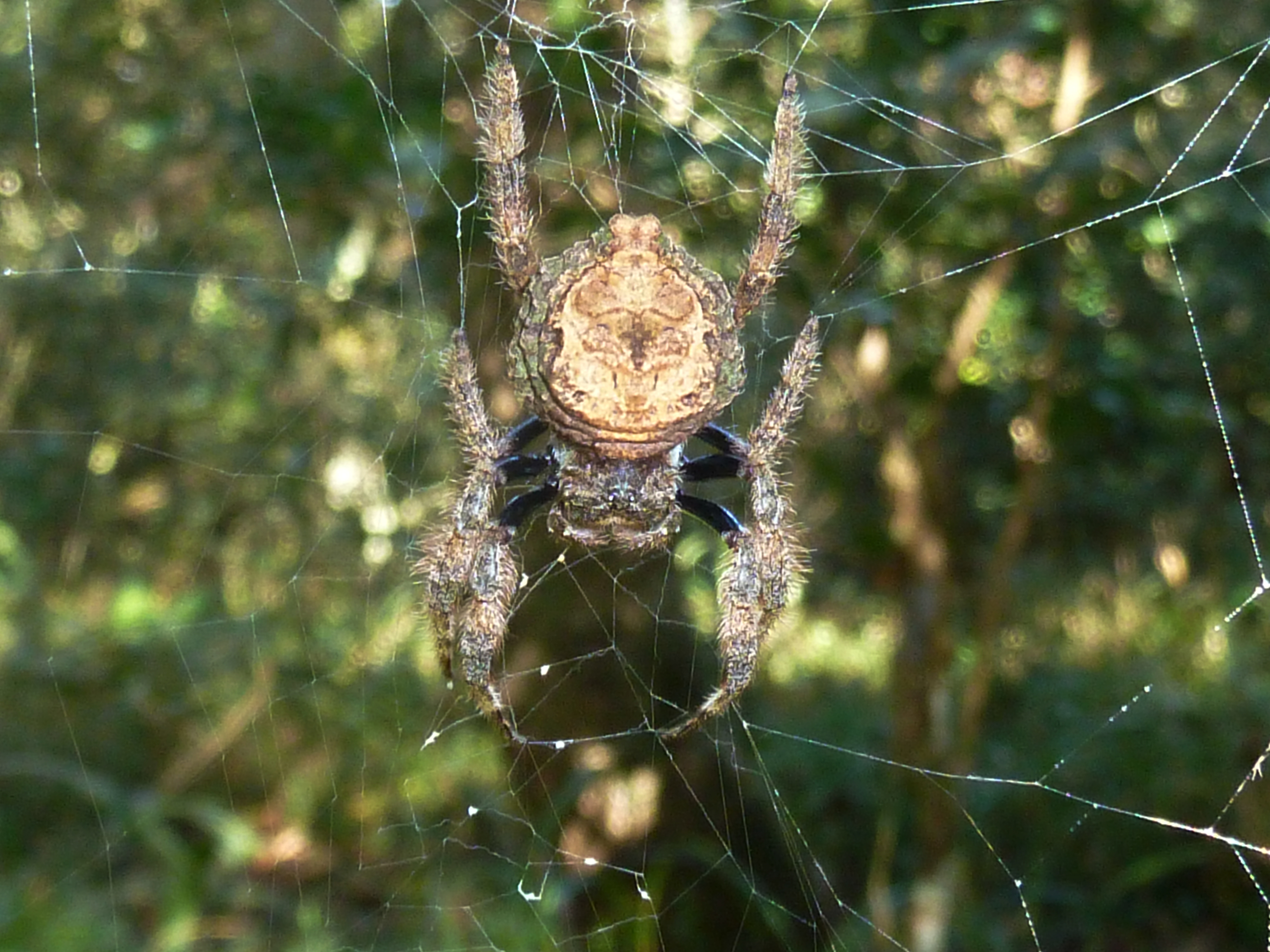